# Charles Blondel

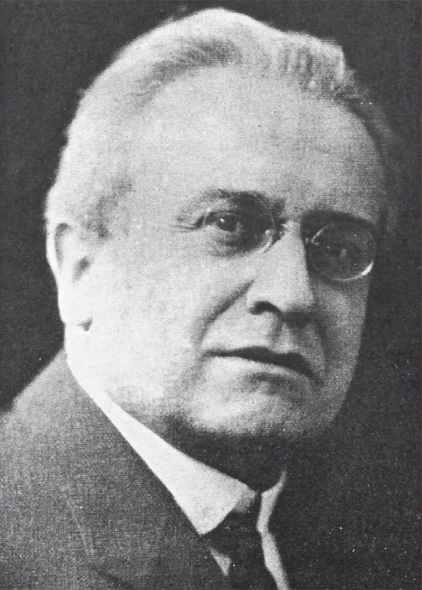
Charles Blondel

Charles Blondel (* 10. Oktober 1876 in Lyon; † 19. Februar 1939 in Paris) war ein französischer Psychologe, der eine Kollektivpsychologie begründete.
Nach einem Studium an der École normale supérieure in Paris wurde Blondel 1906 zum Dr. med. und 1914 zum Dr. phil. promoviert. Seit 1919 lehrte er als Professor für Psychologie an der Universität Straßburg. Seit 1927 war er korrespondierendes Mitglied der Académie des sciences morales et politiques.
Unter Rückgriff auf die Auffassungen von Auguste Comte und besonders Émile Durkheim war für Blondel bewusstes Leben eher der Gattung als dem Individuum eigentümlich. Geisteskrankheiten sind danach (vorübergehend oder definitiv) Nichtanpassungen des Individuums an eine soziale Gruppe beziehungsweise die Menschheit.
Kollektivpsychologie habe die Aufgabe, eine objektive Geschichte des menschlichen Geistes zu erkunden, mit deren Hilfe man zum Verständnis individueller Verhaltensweisen kommen könne. Sie hat Beziehungen zur physiologischen und zur differentielle Psychologie.

## Hauptwerk in deutscher Übersetzung
- Einführung in die Kollektivpsychologie (Aus dem Französischen übersetzt von Y. Sermon), A. Francke Verlag, Bern / Humboldt-Verlag, Wien 1948